# Ribeira da Lapa (Vila do Corvo)
A Ribeira da Lapa é um curso de água português localizado no concelho de Vila do Corvo, ilha do Corvo, arquipélago dos Açores.
A Ribeira da Lapa tem origem a uma cota de altitude de cerca de 715 metros nas imediações do Morro dos Homens.
A sua bacia hidrográfica, drenagem parte dos contrafortes da elevação do Morro dos Homens e toda uma zona de pastangem no seu caminho para o mar.
O seu curso de água que passa junto ao Zimbral e das Calçadas, vai desaguar no Oceano Atlântico.